# Imbottigliamento

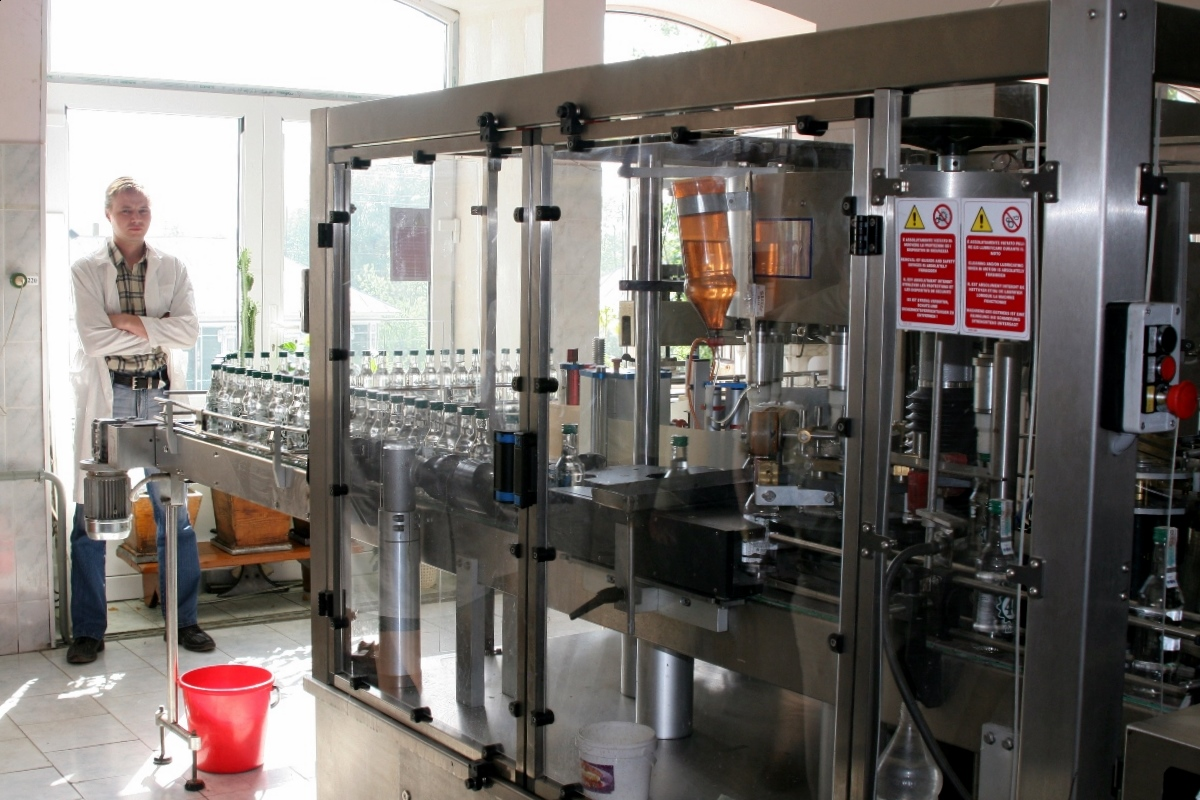
Imbottigliamento a macchina della Vodka

L'imbottigliamento è il processo, manuale o meccanico, di rinchiudere un liquido in una bottiglia. Tipicamente il liquido può essere una bevanda di uso alimentare (acqua, vino, olio, bevanda alcolica o analcolica, ecc.), una sostanze farmaceutica, o altro tipo di liquido. L'imbottigliamento può essere eseguito in molteplici modi a seconda del tipo di bevanda o di sostanza che deve essere confezionata.

## Imbottigliamento asettico
Una moderna linea di imbottigliamento asettico di bevande sensibili è composta essenzialmente da:
1. Un sistema di sterilizzazione dei contenitori;
2. un impianto di sterilizzazione delle capsule;
3. una macchina riempitrice adatta al riempimento e alla capsulatura in condizioni asettiche dei contenitori;
4. un sistema di controllo della contaminazione ambientale che può essere realizzato con una sala bianca o con l'impiego di un isolatore microbiologico;
5. una serie di impianti di processo che alimentino il sistema con i fluidi necessari (azoto, aria, acqua) alle condizioni ottimali per il suo buon funzionamento.

Dal punto di vista tecnologico, vari produttori ragionano in termini di "generazioni" di linee asettiche. Seguendo questa classificazione, la prima generazione di impianti individua linee di riempimento che fanno uso di una sala bianca per il controllo microbiologico. I sistemi di sterilizzazione in questo caso normalmente prevedono lunghi tempi di contatto tra soluzione sterilizzante e contenitore; l'intervento dell'operatore a seguito di un inciampo in sala bianca implica l'uso di maschere e di abbigliamento speciale e la successiva risterilizzazione del sistema prima della ripartenza della produzione.
La seconda generazione introduce l'uso di un isolatore microbiologico e segna l'abbandono della sala bianca. L'isolatore microbiologico è un insieme di protezioni e sistemi di condizionamento che ricoprono il bloc di sterilizzazione, risciacquo, riempimento e capsulatura, garantendo la sterilità dell'ambiente di lavoro. L'operatore agisce in un ambiente di lavoro standard, senza bisogno di accorgimenti particolari né di abbigliamento dedicato. La sterilizzazione dei contenitori prevede tempi brevi di contatto fra contenitore e soluzione sterilizzante.
La terza generazione implica sistemi evoluti per la gestione del cambio formato – che diventa semplice e rapido da effettuare – e, in generale, una maggiore versatilità della linea: si può operare con diversi contenitori e diversi prodotti; un elemento qualificante di queste linee è la possibilità di riempire i contenitori con liquidi gassati e non gassati.
Ultimamente si inizia a parlare di quarta generazione di impianti asettici, che dovrebbe ulteriormente ottimizzare gli spazi occupati e la versatilità produttiva. 
L'abbandono della sala bianca e la semplificazione delle procedure di gestione della linea hanno ampliato il mercato delle linee asettiche. Diversi imbottigliatori hanno investito in questo settore per poter produrre prodotti di segmento "premium", quindi bevande innovative in contenitori dall'aspetto accattivante.

### I vantaggi dell'elettronica
L'avvento dell'elettronica nella progettazione dei sistemi di riempimento ha permesso inoltre di incrementare significativamente il livello di sicurezza del prodotto imbottigliato in asettico. La preoccupazione principale degli utilizzatori di impianti asettici è il controllo di ogni procedura operativa, dato che, potenzialmente, ogni operazione effettuata – dalla produzione della bevanda alla sterilizzazione dei contenitori, dal riempimento alla capsulatura, dalla gestione dell'ambiente di riempimento allo stoccaggio delle materie prime – può costituire un fattore di rischio se non compiuta in modo corretto. Non individuare i potenziali rischi in tempo reale può comportare la distruzione di notevoli volumi di prodotto, considerando anche l'elevata cadenza produttiva delle attuali linee di riempimento, che spesso superano le 30.000 bottiglie/ora. L'avvento dell'elettronica permette oggi di stabilire la correttezza di ogni operazione, grazie al monitoraggio, con diverse tipologie di controlli, sia dell'impianto nel suo complesso sia del funzionamento di ogni singolo componente. L'innovazione nei sistemi di supervisione permette di controllare l'intera linea da un singolo pannello operatore o da una postazione remota, riducendo drasticamente i tempi di individuazione di un potenziale rischio e i tempi di reazione per riportare la linea in condizioni di funzionamento ottimale. L'operatore è assistito da software sempre più sofisticati, che riducono i margini di errore e sono in grado di prevedere l'insorgere di situazioni potenzialmente rischiose, suggerendo le conseguenti contromisure.